# Sušina (Králický Sněžník)
Sušina (německy Dürre Koppe) je hora v Podbělském hřbetu pohoří Králický Sněžník. Vrchol se nachází na hranici Pardubického kraje a Olomouckého kraje.
Východní a západní svahy jsou strmé. Na severu je vrchol Sušiny oddělen mělkým sedlem od Černé kupy a dále sedlem Stříbrnická od Králického Sněžníku. Směrem na jihozápad pokračuje hřeben přes 3 mělká sedla až k hoře Podbělka.

## Hydrologie
Ze západních svahů hory odtéká voda do přítoků Moravy (bezejmenných), z východních svahů odtéká do přítoků Stříbrnického potoka, který je přítokem řeky Krupé. Řeka Krupá se dále vlévá u Hanušovic do Moravy.

## Vegetace
Vrcholové partie hory (asi nad 1100 m) jsou porostlé převážně horskými třtinovými smrčinami. Na vrcholu už je les dosti zakrslý, protože se blíží k horní hranici lesa, kterou však hora nepřesahuje. V okolí vrcholu hory jsou i nelesní vrchoviště a kolem nich rašelinné smrčiny. V nižších polohách jsou potenciální přirozenou vegetací horské acidofilní bučiny, jednalo by se o smíšené lesy s dominancí buku lesního, smrku ztepilého a jedle bělokoré. V současnosti jsou ale často přeměněny na kulturní smrčiny. Vrchol hory je dnes zalesněn, na svazích hory jsou místy imisní holiny.

## Stavby
Jižně od vrcholu je několik menších bunkrů, řopíků. Kvůli jejich výstavbě byla v letech 1937 a 1938 zřízena pardubickým 1. železničním plukem do podvrcholového prostoru nákladní lanová dráha z Hynčic pod Sušinou.

## Ochrana přírody
Oblast vrcholu hory je součástí NPR Králický Sněžník a EVL Králický Sněžník, ale leží už mimo Ptačí oblast Králický Sněžník.

## Obrázky

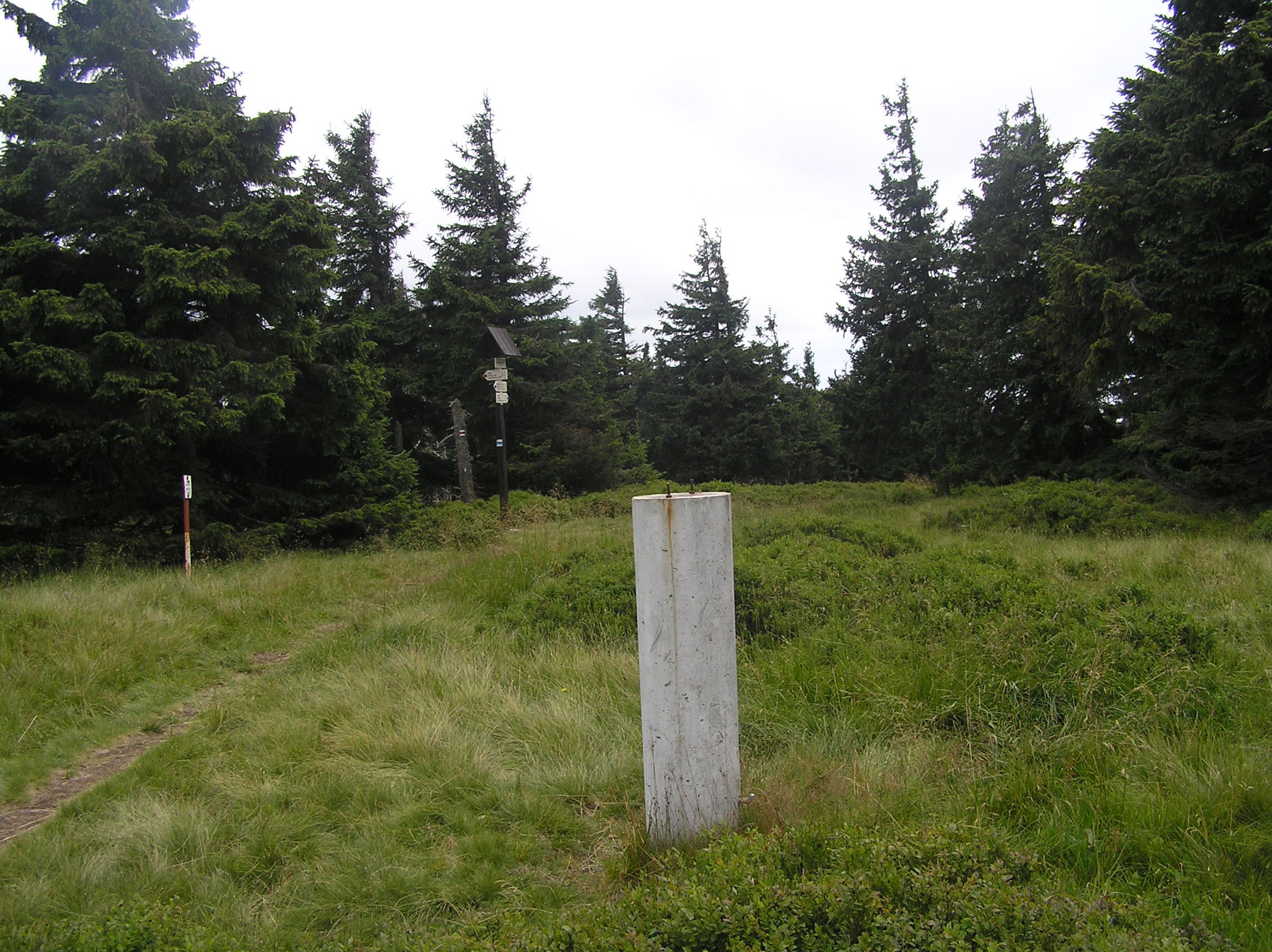
vrchol hory Sušina
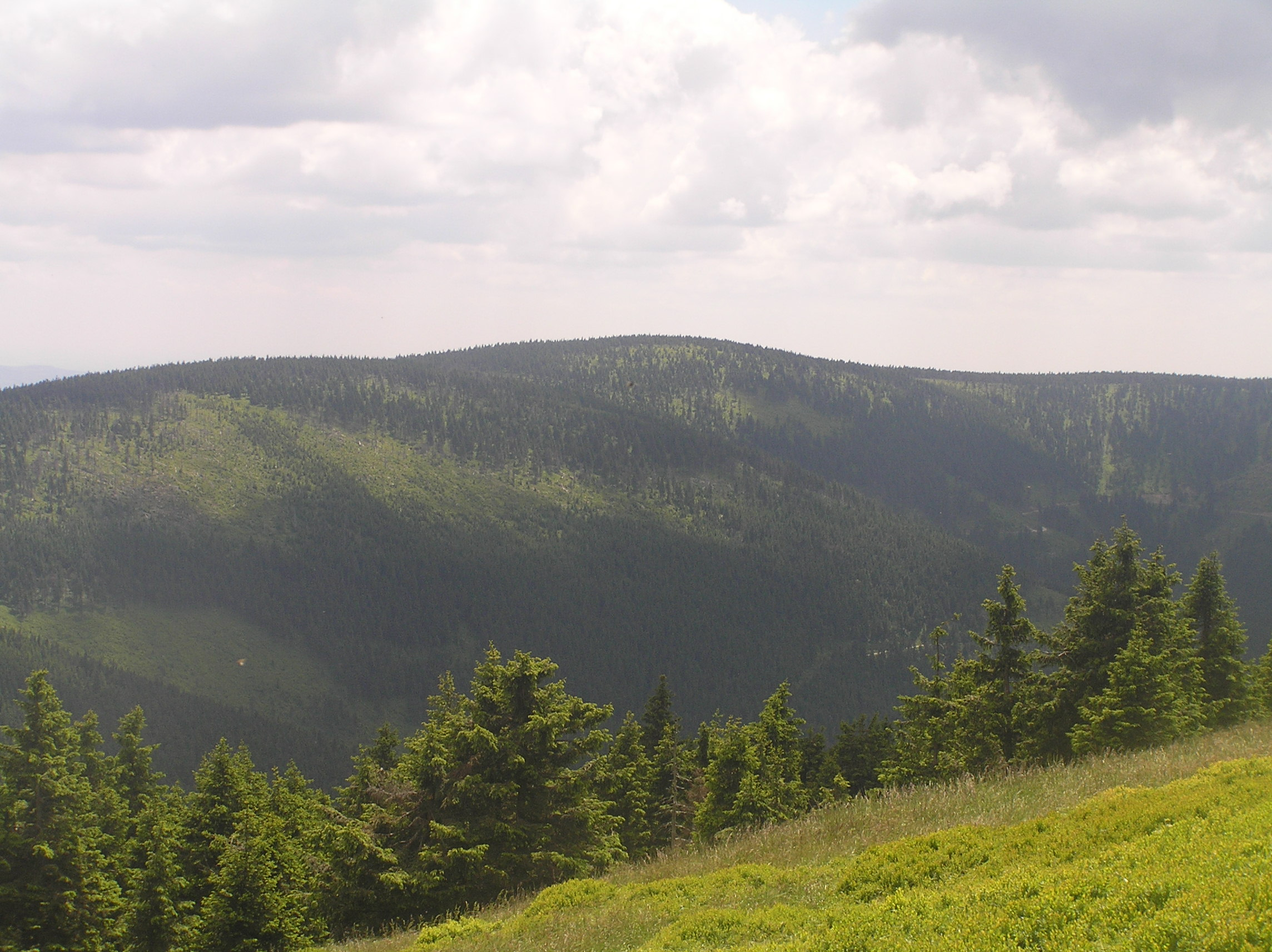
Sušina, nejvyšší kopec na obzoru
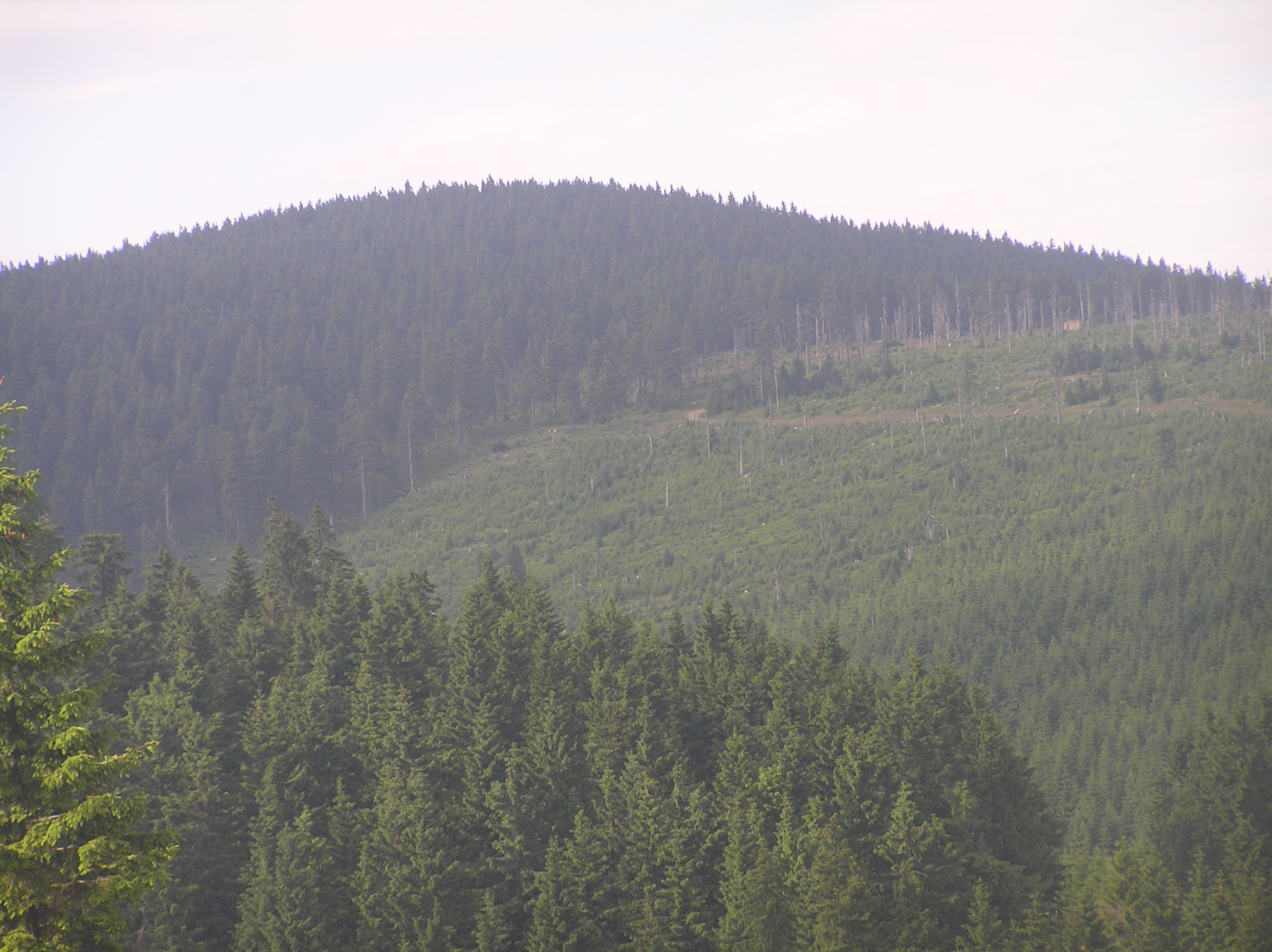
Sušina z moravské strany
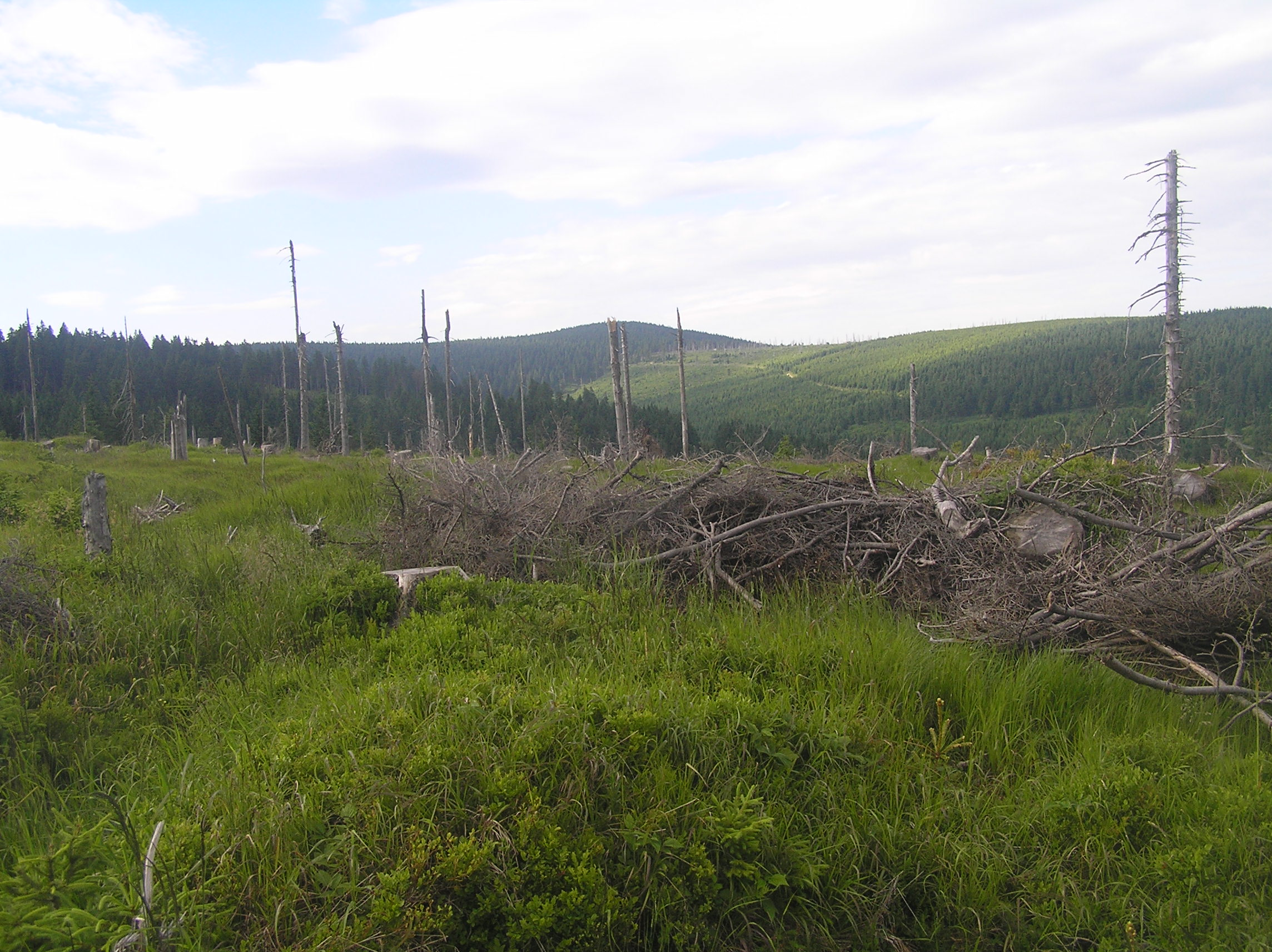
Sušina (nejvyšší kopec na obzoru) od Souše, vpravo Tetřeví hora